# Federação de Futsal do Mato Grosso do Sul
La Federação de Futsal do Mato Grosso do Sul (conosciuta con l'acronimo di FFSMS) è un organismo brasiliano che amministra il calcio a 5 nella versione FIFA per lo Stato del Mato Grosso do Sul.
Fondata il 29 luglio 1979, la FFSMS ha sede nel capoluogo Campo Grande ed ha come presidente Renê S. Martinez. La sua selezione non ha mai vinto il Brasileiro de Seleções de Futsal, e non è mai giunta sul podio della medesima competizione.